# Maria Cunitz
Maria Cunitz (polska även Maria Kunicka, latin: Maria Cunitia), född 1610 i Wohlau i hertigdömet Wohlau, kungariket Böhmen, död 1664 i Pitschen, hertigdömet Brzeg, var en schlesisk astronom. Hon utgav Urania propitia (1650), ett verk med tabeller som avsevärt förenklade den av Johannes Kepler införda metoden för beräkning av planeternas omloppsbanor.

## Eftermäle
Nedslagskratern Cunitz på planeten Venus och asteroiden 12624 Mariacunitia är uppkallade efter henne.